# Мэр Лондона
Мэр Лондона — выборная должность в Великобритании.

## Полномочия
Должность мэра Лондона была учреждена в 2000 году. Мэр возглавляет исполнительную власть во всём Большом Лондоне, представляет Администрации Большого Лондона всеобщий план развития города, также мэр участвует в принятии бюджета. Чиновник избирается прямым голосованием сроком на 4 года. Зарплата мэра — £146 804 в 12 месяцев.
Следует различать мэра и лорд-мэра Лондона. Средневековая должность лорд-мэра ныне сохранила в основном церемониальное значение, но полномочия лорд-мэра не простираются за пределы Сити.

## Список мэров
| Имя | Имя            | Фото                | Период                  | Политическая партия    |
| --- | -------------- | ------------------- | ----------------------- | ---------------------- |
|     | Кен Ливингстон |                     | 4 мая 2000 — 4 мая 2008 | беспартийный 2000—2004 |
|     | Кен Ливингстон | лейборист 2004—2008 | 4 мая 2000 — 4 мая 2008 |                        |
|     | Борис Джонсон  |                     | 4 мая 2008 — 9 мая 2016 | консерватор            |
|     | Садик Хан      |                     | 9 мая 2016 — н.в.       | лейборист              |